# Uniwersytet McGilla
Uniwersytet McGilla (ang. McGill University) – anglojęzyczny uniwersytet w Montrealu, w Kanadzie. 

## Charakterystyka
Założony w 1821, w 2014 miał 38 500 studentów. Dzięki inicjatywom uniwersytetu powstały futbol kanadyjski i futbol amerykański. Według Maclean’s University Rankings po raz dziewiąty zajął w 2013 pierwsze miejsce w rankingu kierunków medycznych w Kanadzie. W ogólnoświatowym rankingu QS World University Rankings zajął w 2013 dwudzieste pierwsze miejsce.
Przy uczelni działa Polski Instytut Naukowy w Kanadzie oraz największa w Ameryce biblioteka polonijna – Biblioteka Polska im. Wandy Stachiewicz.

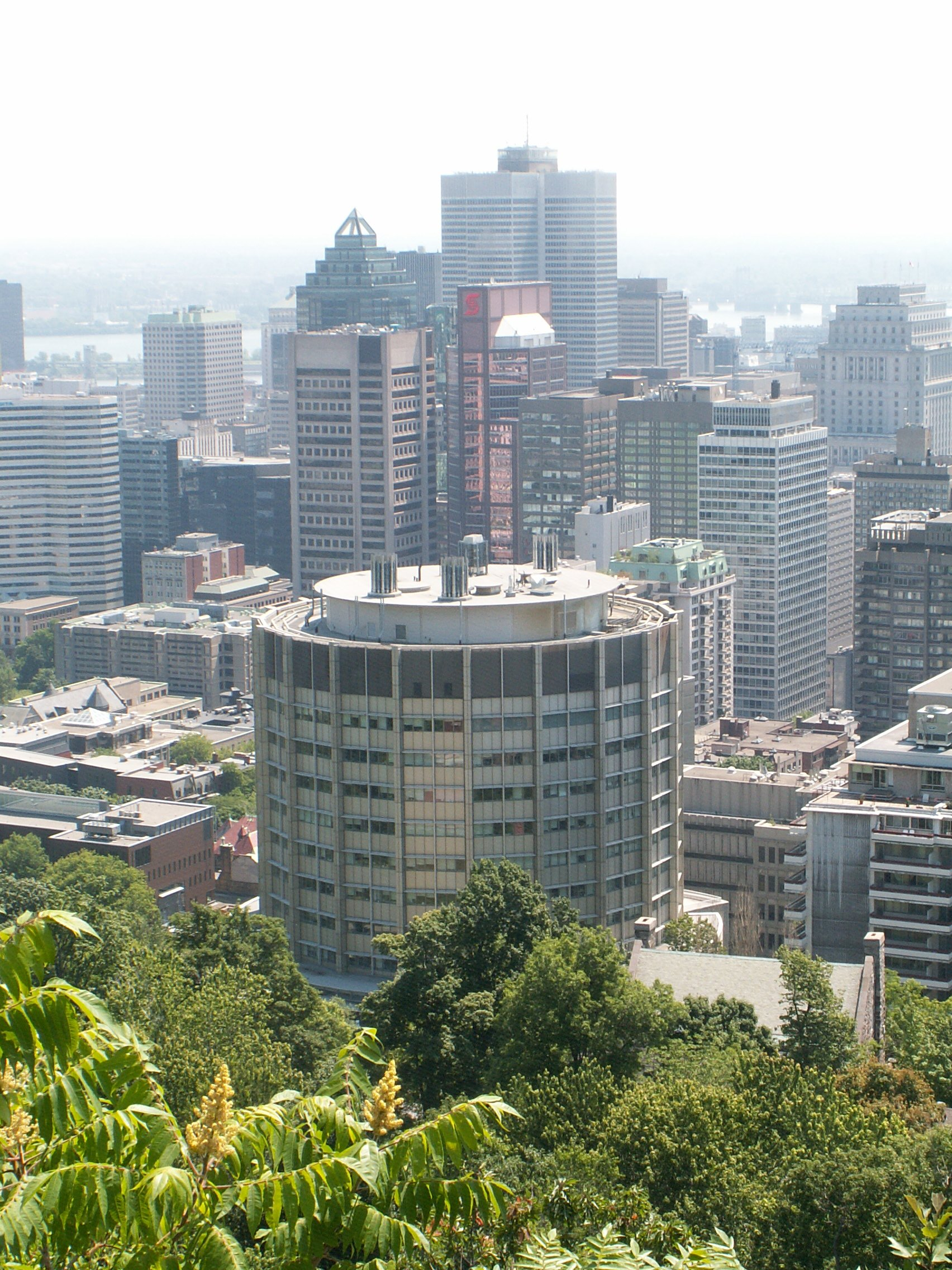
McIntyre Medical Building (budynek nauk medycznych)

## Osoby związane z Uniwersytetem
- Zbigniew Brzeziński – politolog
- Leonard Cohen – poeta i piosenkarz
- Ernest Rutherford – fizyk
- Harriet Brooks - fizyczka
- Frances Oldham Kelsey – lekarz i farmakolog
- Wilfrid Laurier – premier Kanady
- Justin Trudeau – premier Kanady
- Julie Payette – astronautka i gubernator generalny Kanady
- William Shatner – aktor
- Charles Taylor – filozof
- Ewa Stachniak – pisarka i wykładowczyni akademicka
- Roman Ryterband – muzykolog i kompozytor
- Rufus Wainwright – muzyk i kompozytor
- Henry Mintzberg – wykładowca